# فيرجيل برينان
فيرجيل برينان (بالإنجليزية: Virgil Brennan)‏ هو طيار أسترالي، ولد في 6 مارس 1920 في وارويك في أستراليا، وتوفي في 13 يونيو 1943 في Garbutt, Queensland ‏ في أستراليا.